# Fânațe (gmina Fărăgău)
Fânațe – wieś w Rumunii, w okręgu Marusza, w gminie Fărăgău. W 2011 roku pozostawała niezamieszkana.